# Kyle Dranginis
Kyle Dranginis (* 3. August 1992) ist ein ehemaliger US-amerikanischer Basketballspieler. Er stand bis 2020 bei den Gladiators Trier in der 2. Bundesliga ProA unter Vertrag.

## Laufbahn
Dranginis wuchs in der Stadt Nampa (US-Bundesstaat Idaho) auf, wo er die Skyview High School besuchte und zur dortigen Basketball-Mannschaft gehörte. Er wurde in Idaho zweimal als High-School-Spieler des Jahres ausgezeichnet und wechselte 2011 an die Gonzaga University.
Im Spieljahr 2011/12 setzte Dranginis aus und gab dann im Herbst 2012 seinen Einstand im Hemd der „Bulldoggen“, der Basketball-Mannschaft an der Gonzaga University. Bis zum Frühjahr 2016 bestritt er 143 Spiele für die Hochschulmannschaft, seine Mittelwerte lauteten 4,9 Punkte, 4,5 Rebounds, 3,1 Korbvorlagen sowie ein Ballgewinn je Begegnung.
Dranginis begann seine Karriere als Berufsbasketballspieler beim dänischen Erstligisten SISU aus Gentofte. Er erzielte während der Saison 2016/17 in 38 Ligaeinsätzen im Schnitt 14,7 Punkte, 5,5 Rebounds und 4,2 Korbvorlagen für SISU. Nach einem Jahr in Dänemark wechselte Dranginis in Hinblick auf das Spieljahr 2017/18 zu den Gladiators Trier in die 2. Bundesliga ProA. In seinen ersten beiden ProA-Einsätzen im Dress der Moselaner trumpfte er mit 25 beziehungsweise 35 Punkten auf, letztlich erreichte der US-Amerikaner in seinem ersten Jahr in Trier Mittelwerte von 9,5 Punkten, 2,9 Korbvorlagen und 2,7 Rebounds pro Begegnung. Aufgrund einer Fußverletzung fiel Dranginis ab Mitte Oktober 2018 für zunächst unbestimmte Zeit aus, sodass Trier einen Ersatz verpflichtete. Mitte Februar 2019 kehrte er aufs Spielfeld zurück. Er spielte bis 2020 in Trier.